# Conduct book
Un conduct book (littéralement : « livre de conduite », ou « manuel de conduite ») est un genre littéraire anglais, très répandu à la fin du XVIIIe siècle et au début du XIXe siècle et dont le but est de former le lecteur aux respects des convenances et aux règles de la vie en société. On peut rapprocher de ce genre les conduct novels, les romans d'apprentissage, qui poursuivent le même but au travers d'une histoire romancée. 

## Présentation
Entre 1760 et 1820, les conduct books, les « manuels de conduite », atteignent le sommet de leur popularité au Royaume-Uni ; un érudit décrit cette période comme « l'âge des livres de courtoisie pour femmes ». Selon Nancy Armstrong dans son ouvrage sur le genre, Desire and Domestic Fiction (1987) : « ces livres étaient devenus si populaires que dans la seconde moitié du XVIIIe siècle, à peu près tout le monde connaissait l'idéal féminin qu'ils proposaient ».

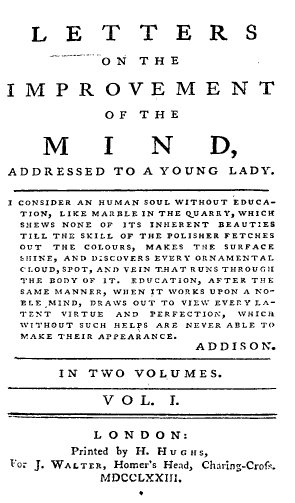
Première édition de Letters on the Improvement of the Mind (1773) par Hester Chapone, un des manuels de conduite les plus populaires à l'époque de l'écriture de Thoughts on the Education of Daughters.

Les manuels de conduite reprennent le style et la rhétorique de genres précédents, comme les œuvres de dévotion, les manuels de mariage, les livres de recettes ou les ouvrages d'économie domestique. Ils donnent à leurs lecteurs une description (généralement) de la femme idéale en même temps que des conseils pratiques. Ainsi, ils ne dictent pas seulement la moralité, mais enseignent également la manière de s'habiller ou l'étiquette « correcte ». Les exemples typiques de ces manuels sont Letters on the Improvement of the Mind (1773) par la « bas-bleu » Hester Chapone, édité au moins seize fois dans le dernier quart du XVIIIe siècle, ou Letters on Education (1790) de l'historienne Catharine Macaulay. L'ouvrage d'Hester Chapone, en particulier, plaît à Mary Wollstonecraft et influence l'écriture de Thoughts on the Education of Daughters, car il défend « un programme soutenu d'études pour les femmes » et se base sur l'idée que la religion chrétienne doit être « l'instructeur en chef de nos facultés rationnelles ». De plus, il insiste sur le fait que les femmes doivent être considérées comme des êtres rationnels, et non pas confinées à la seule sensualité. Quand Mary Wollstonecraft écrit A Vindication of the Rights of Woman en 1792, elle se base à la fois sur les œuvres de Hester Chapone et de Catharine Macaulay.

## Rôle social
Les manuels de conduite sont généralement considérés par les érudits comme un important facteur de création d'une identité bourgeoise. Ces manuels de conduite « ont aidé à générer la croyance qu'il existe une « classe moyenne » et que la femme modeste, soumise, mais moralement et domestiquement compétente qu'ils décrivent est le premier « individu moderne » ». En développant une éthique bourgeoise spécifique grâce à des genres comme le manuel de conduite, la classe moyenne émergente concurrence le code de conduite traditionnel de l'aristocratie. Cependant, dans le même temps, ces livres restreignent les rôles dévolus à la femme, en propageant une image d'« ange de la maison » (en référence au poème The Angel in the House de Coventry Patmore). Les femmes étaient encouragées à être chastes, pieuses, soumises, modestes, dépourvues d'égo, gracieuses, pures, réservées et polies.
Plus récemment, quelques érudits affirment que les manuels de conduites doivent être classés avec plus d'attention, et que certains d'entre eux — et parmi eux Thoughts on the Education of Daughters — transforment les manuels de conduite traditionnels pour les femmes en « tracts proto-féministes ». Ils voient cet ouvrage comme faisant partie d'une tradition qui adapte les anciens genres littéraires à l'accroissement des pouvoirs des femmes, des genres comme les manuels d'éducation des filles, les satires morales ou les ouvrages moraux et religieux des Dissidents anglais. 
Ainsi, le conduct book de Mary Wollstonecraft, Thoughts on the Education of Daughters, ressemble aux manuels de conduite classiques dans le sens où il promeut le contrôle de soi et la soumission, deux traits de caractère censés plaire à un mari. Mais en même temps, le texte égratigne ce portrait de la « femme correcte », en introduisant des idées des Dissidents faisant l'apologie de l'égalité des âmes. Thoughts on the Education of Daughters semble alors déchiré entre plusieurs binômes, par exemple l'obéissance et la rébellion, l'humilité spirituelle et l'indépendance rationnelle, ou les devoirs domestiques et la participation politique. Cette vision du manuel de conduite en général, et de Thoughts on the Education of Daughters en particulier, remet en question l'ancienne interprétation des manuels de conduite comme outils d'endoctrinement idéologique, une interprétation qui fait l'objet de critiques influencées par des théoriciens comme Michel Foucault.